# Suno
Suno is een gemeente in de Italiaanse provincie Novara (regio Piëmont) en telt 2802 inwoners (31-12-2004). De oppervlakte bedraagt 21,3 km², de bevolkingsdichtheid is 132 inwoners per km².
De volgende frazioni maken deel uit van de gemeente: Baraggia, Mottoscarone, Piana, Pieve.

## Demografie
Suno telt ongeveer 1181 huishoudens. Het aantal inwoners steeg in de periode 1991-2001 met 3,7% volgens cijfers uit de tienjaarlijkse volkstellingen van ISTAT.
| Jaar | Inwoneraantal |
| ---- | ------------- |
| 1991 | 2734          |
| 2001 | 2834          |

## Geografie
De gemeente ligt op ongeveer 250 m boven zeeniveau.
Suno grenst aan de volgende gemeenten: Agrate Conturbia, Bogogno, Cavaglietto, Cressa, Fontaneto d'Agogna, Mezzomerico, Vaprio d'Agogna.